# 旭川工業高等専門学校
独立行政法人国立高等専門学校機構旭川工業高等専門学校(どくりつぎょうせいほうじんこくりつこうとうせんもんがっこうきこうあさひかわこうぎょうこうとうせんもんがっこう)、英称:National Institute of Technology, Asahikawa College (NIT, Asahikawa College）(旧英称:Asahikawa National College of Technology)は、北海道旭川市に所在する国立高等専門学校。略称は旭川高専,ANCT,NITAC。

## 沿革
- 1962年（昭和37年）4月1日 - 国立高専1期校として開校（機械工学科、電気工学科）
- 1966年（昭和41年）4月1日 - 工業化学科を設置
- 1968年（昭和43年）9月3日 - 昭和天皇、香淳皇后が道内を行幸啓。高専を視察[1]。
- 1988年（昭和63年）4月1日 - 機械工学科を機械工学科と制御情報工学科に改組
- 1998年（平成10年）4月1日 - 工業化学科を物質化学工学科に改組
- 1999年（平成11年）4月1日 - 専攻科を設置（生産システム工学専攻、応用化学専攻）
- 2003年（平成15年）4月1日 - 電気工学科を電気情報工学科に名称変更
- 2004年（平成16年）4月1日 - 独立行政法人化、機械工学科を機械システム工学科に名称変更
- 2005年（平成17年）
  - 3月25日 - 寄宿舎第二棟改築工事（女子寮）竣工
  - 5月12日 -「環境・生産システム工学」教育プログラムがJABEE（日本技術者教育認定機構）の認定を受ける
- 2006年（平成18年）
  - 2月14日 - 地域共同テクノセンター設置
  - 3月20日 - に2005年度の独立行政法人大学評価・学位授与機構が実施した高等専門学校機関別認証評価において、高等専門学校評価基準を満たしていることが認定された
- 2007年（平成19年）6月20日 - 明誠寮附属の食堂でノロウイルスによる食中毒事故が発生した。運営はシダックスフードサービス(当時。現在は別の業者に替わっている)
- 2011年（平成23年）4月1日　制御情報工学科をシステム制御情報工学科に名称変更
- 2012年（平成24年）
  - 10月5日 - 創立50周年記念式典を挙行
  - 11月16日 - 校訓を制定

## 設置学科
平成19年度入学生より、本科低学年（1、2年）を混合学級で編成し、3学年より学科別編成となっていたが、現在では1年から学科別編成に戻されている。平成18年度以前の入学生は、学科別編成。平成27年度入試より、釧路高専との複数校受験（旭川と釧路の計9学科から志望できる）が実施される。

### 本科（準学士課程） Regular Course
- 機械システム工学科（M）　Department of Mechanical Systems Engineering
- 電気情報工学科（E）　Department of Electrical and Computer Engineering
- システム制御情報工学科（S）　Department of Systems, Control and Information Engineering
- 物質化学工学科（C）　Department of Material Chemistry

### 専攻科（学士課程） Advanced Course of Engineering
- 生産システム工学専攻（P）　Advanced Course of Production System Engineering
- 応用化学専攻（A）　Advanced Course of Applied Chemistry

## 付属施設
- 秀峰会館 - 学生会館。医務室、売店、食堂などがある。
- 明誠寮 - 学生寮。男子寮、女子寮があり、女子寮には監視カメラ、指紋センサー等セキュリティーが施してある。 現在は国際棟が建設されており、留学生と日本人寮生が居住している。 2024年に一部の男子寮の改修工事が行われている。 寮内では、無線や有線のインターネット環境の整備が徐々に進んできている。学生のうち4分の1が寮生である。

- 図書館 - 10万冊以上の本を所蔵している。学生以外でも利用することができる。
- 旭川高専 施設紹介

## 学生生活

### 教育水準・進路
旭川高専では2004年度にJABEEから環境・生産システム工学が認定され、教育プログラムが社会的要求や国際水準に合致していることを証明した。これに伴い、赤点が従来の50点から60点に引き上げられている。なお、授業時間が90分2単位となり、4時限目が終了するのは16時40分となった。規定では2科目6単位を超えると原級留置となる。
就職率はほぼ100%を堅持している。近年は就職だけでなく、大学等への編入学が増えている。現在の進学率は約50%である。北海道大学、岩手大学、室蘭工業大学、北見工業大学、豊橋技術科学大学、長岡技術科学大学等の国立大工学部への編入が多い。専攻科への入学も増えている。

### 服装等
私服校であり、制服は制定されていない。校則で染髪や脱色、ピアスなどは禁止されていない。
体育用の指定ジャージはあるが、部活動用のジャージや自前のジャージを着用している学生も多い。学科によっては実習用の作業服や白衣がある。

### インターネット設備
高専内には情報処理センター、マルチメディア実習室があり、1部屋に52台ずつパソコンが設置してある。また学生1人ずつにGoogleやMicrosoftなど複数のメールアドレスが割り当てられ、自由に利用できる。

### 高専祭
- 毎年10月下旬に高専祭を開催している。学生主体の3日間で毎年賑わっていおり同時に三者面談を行うなどが特徴である。
- 2024年度高専祭では、ご当地アイドルがライブを行い、大きな盛り上がりを見せた。

### クラブ活動
運動部、文化部、同好会、ロボットラボラトリをまとめてクラブと称する。ロボットラボラトリは、高専ロボコンで全国優勝2回（1993年、2003年）、ロボコン大賞1回（1998年）と活躍している。

### 学生数
出典
2023年（令和5年）5月1日現在。
- 本科学生 - 752名（うち女子137名）
  - 機械システム工学科 - 176人（10人）
    - 1年生 - 30人（4人）
    - 2年生 - 40人（3人）
    - 3年生 - 32人（1人）
    - 4年生 - 39人（1人）
    - 5年生 - 35人（1人）

  - 電気情報工学科 - 185人（24人）
    - 1年生 - 35人（4人）
    - 2年生 - 48人（8人）
    - 3年生 - 31人（5人）
    - 4年生 - 40人（2人）
    - 5年生 - 31人（5人）

  - システム制御情報工学科 - 191人（20人）
    - 1年生 - 39人（6人）
    - 2年生 - 40人（4人）
    - 3年生 - 46人（5人）
    - 4年生 - 31人（3人）
    - 5年生 - 35人（2人）

  - 物質化学工学科 - 200人（83人）
    - 1年生 - 35人（23人）
    - 2年生 - 44人（15人）
    - 3年生 - 43人（16人）
    - 4年生 - 35人（15人）
    - 5年生 - 43人（14人）
- 専攻科 - 41人（2人）
  - 生産システム工学専攻 - 33人（1人）
    - 1年生 - 27人（2人）
    - 2年生 - 14人（0人）

  - 応用化学専攻 - 14人（3人）
    - 1年生 - 7人（2人）
    - 2年生 - 7人（1人）

## 著名な出身者
- ウヒョ助（漫画家）
- 岡しのぶ（歌人）
- 小路幸也（小説家）
- 鈴木夕湖（カーリング選手、2018年平昌オリンピック銅メダリスト）

## 教員
- 谷口牧子 - 担当科目：法学、産業財産法、高校地理、公共

## 外部データ
- 旭川工業高等専門学校
- 旭川高専 施設紹介